# آکادمی ملی علوم
آکادمی ملی علوم (به انگلیسی: National Academy of Sciences) (به‌صورت مخفف: NAS) سازمانی غیرانتفاعی در ایالات متحده است. اعضای آن به‌طور عام‌المنفعه به‌عنوان «مشاوران علمی، مهندسی و پزشکی ملت» خدمت می‌کنند. اعضای آکادمی ملی علوم، به‌عنوان یک آکادمی ملی، براساس دستاوردهای ممتاز و پیوستهٔ خود در تحقیق دست‌اول، توسط اعضای کنونی برگزیده می‌شوند. عضویت در آکادمی ملی علوم، دارای ارزش بسیار ممتاز و پرستیژ بالایی در میان آکادمین‌ها و مراکز علمی است.
آکادمی ملی علوم بخشی از آکادمی‌های ملی ایالات متحده است که موارد زیر را هم دربرمی‌گیرد:
- آکادمی ملی مهندسی (NAE)
- مؤسسهٔ بهداشت (IOM)
- شورای ملی پژوهش (NRC)